# Uromastyx princeps
Uromastyx princeps — ящірка з роду Шипохвостів родини Агамових. Інші назви «сомалійських шипохвіст» та «озброєний» шипохвіст».

## Опис
Загальна довжина сягає 27 см. Хвіст не тільки набагато коротше (35-53% довжини тіла), ніж у інших представників роду (за винятком оманського шипохвоста), але більше за інших «озброєний» довгими та гострими шипами. Звідси одна з назв цього шипохвоста. Уся луска верхньої сторони хвоста має шипи. Кількість рядків хвостової луски коливається від 9 до 14, і в кожному рядку по 4-8 рядків дуже великої шипастої луски, пара центральних шипів ряду набагато менше за інших. Стегнові пори відсутні.
Колір шкіри оливково-сірий або зелений з невеликими коричневими плямами. У самців спина коричнево-червона або зелена з невеликими плямами, черево жовтувате з блакитно-сірим мармуровим малюнком в області грудей і горла, хвіст сіро-зелений або цегляно-червоний. Самки зверху сіро-коричневі з червонуватим відтінком та маленькими плямами, черево у них білого забарвлення.

## Спосіб життя
Полюбляє скелясті та кам'янисті місцини, плато вулканічного походження. Ховається у тріщинах скель й щілинах поміж камінням, блокуючи хвостом вхід. Живиться рослинною їжею, комахами.
Це яйцекладна ящірка. Парування починається у травні—червні. Вагітність триває 1 місяць. Самиця у липні відкладає до 14 яєць.

## Розповсюдження
Мешкає у північно-східній частині Сомалі, іноді зустрічається у східній Ефіопії.